# Milly Quezada
Milagros Quezada (née le 21 mai 1955), mieux connue comme Milly Quezada, est une chanteuse dominicaine de merengue. 

## Discographie

### Milly y los Vecinos
- Esta es Milly con los Vecinos
- La gente de hoy
- Pa' Dominicana
- Los Vecinos en su momento
- Milly en Boleros
- Acabando
- Nostalgia
- Esta Noche, Los Vecinos
- Milly en Salsa
- Dinastía
- Special Delivery
- Etiqueta Negra
- Por Supuesto
- Ahora es
- 7+1= Vecinos
- Flyng solo
- La Milly una noche
- Celebrando
- Lo Mejor de Milly y los Vecinos
- En tus manos

### Comme chanteuse solo
Quezada a enregistré 8 albums, elle reçoit 4 Latin Grammy pour Pienso asi, “MQ” ,”Aquí Estoy yo” (2 Latin Grammy).
- Hasta siempre
- Milly vive
- Tesoros de mi Tierra
- Milly, éxitos y más
- Pienso así
- MQ
- Solo Faltas Tu
- AQUI ESTOY YO 2011